# Sillaginopsis
Sillaginopsis is een monotypisch geslacht van straalvinnige vissen uit de familie van de witte baarzen (Sillaginidae), orde baarsachtigen (Perciformes).

## Soort
- Sillaginopsis panijus Hamilton, 1822